# Штаб-офицер
Штаб-офицер (от нем. Stabsoffizier; англ. Field officer) — наименование категории старших офицерских чинов в русских гвардии, армии и на флоте до 1917 года, в общем соответствовавших VI—VIII классам «Табели о рангах».

## Описание
Офицеры в этих чинах составляли в XVIII веке войсковой штаб (в первую очередь — штаб полка), что определило их общее название. Штаб-офицеры имели право на обращение «Ваше высокоблагородие».
В качестве знаков различия у штаб-офицеров были эполеты с кистями и погоны с двумя продольными полосками
Штаб-офицер, командующий отдельным отрядом кораблей, летучий носил брейд-вымпел, на рейке, состоящий из белого флага с синим Андреевским крестом и белыми косицами. Этот брейд-вымпел подлежал тем же правилам, что и адмиральские флаги, и поднимался тоже на грот-брам-стеньге, и ему полагался салют в 11 или 9 выстрелов.
Суды общества офицеров для штаб-офицеров составлялись из всех штаб-офицеров дивизии.
Во время осады крепости Русскими войсками назначались ближайшие помощники начальника инженеров осаждающих войск, называвшиеся Инженерные дежурные штаб-офицеры. Данные штаб-офицеры, на порученным им участкам осадных работ, руководили ими, и вели подробный журнал. Из журналов инженерных дежурных штаб-офицеров составлялся общий журнал осады неприятельской крепости.
Другими группами офицерских чинов в Вооружённых силах Российской империи были младшие офицеры — Обер-офицеры и старшие офицеры — генералы и адмиралы.
| Класс | Армейские чины | Морские чины | Гвардейские чины | Казачьи чины                                                |
| ----- | --- | --- | --- | ----------------------------------------------------------- |
| 6     | - 1722—1864: Полковник - в тыловом обеспечении: Обер-кригскомиссар по снабжению - 1864—1917: Полковник                                           | - Капитан I ранга (1722—1917) - Флагманский инженер-механик (1886—1905) - Старший судостроитель (1886—1905) - Инженер-механик капитан I ранга (1913—1917) - Полковник … - инженер-механик - по адмиралтейству - морской артиллерии - флотских штурманов  | - Майор (1722—1748) - Премьер-майор и секунд-майор (1748—1798) - Полковник (1798—1917)                                    | Полковник (1798—1917)                                       |
| 7     | - 1722—1864: Подполковник - в тыловом обеспечении: Кригскомиссар по снабжению - 1864—1917: Подполковник                                          | - Капитан II ранга (1722—1917) - Старший инженер-механик (1886—1905) - Младший судостроитель (1886—1905) - Инженер-механик капитан II ранга (1913—1917) - Подполковник … - инженер-механик - по адмиралтейству - морской артиллерии - флотских штурманов | - 1722—1917: Капитан - 1798—1917: в кавалерии: Ротмистр                                                                   | - Подполковник (1798—1884) - Войсковой старшина (1884—1917) |
| 8     | - 1722—1731: Майор - 1731—1798: Премьер-майор, Секунд-майор - в кавалерии: Майор - 1798—1884: Майор - 1884—1917: Капитан - в кавалерии: Ротмистр | - Капитан III ранга (1722—1764) - Капитан-поручик (1764—1798) - Капитан-лейтенант (1798—1884, 1907—1911) - Старший лейтенант и капитан (1911—1917) | - Капитан-лейтенант (1722—1730) - Капитан-поручик, секунд-ротмистр (1730—1798) - Штабс-капитан, штаб-ротмистр (1798—1917) | - Войсковой старшина (1798—1884) - Есаул (1884—1917)        |

Примечания:
1. артиллерийские чины имели старшинство в один класс по сравнению с общеармейскими в 1722—1798 и в 1811—1884 годах; в 1724—1798 и в 1811—1884 такое же преимущество имели чины инженерных войск; в этих родах войск не было разделения майорского чина на «премьер-майора» и «секунд-майора»;
2. чин капитана (ротмистра), числившийся с 1884 года в VIII классе, хотя и титуловался с тех пор «ваше высокоблагородие», но продолжал считаться обер-офицерским;
3. офицеры гвардии до капитана (ротмистра), включительно, имевшие старшинство против армейских на один или два класса, и причисленные к соответствующим классам Табели, тем не менее, штаб-офицерами не являлись, штаб-офицерскими в гвардии считались звания офицеров, начиная с майора (с 1798 года только полковники).

## Галерея
- Унтер-офицер, обер-офицер и штаб-офицер
- Штаб-офицер и Унтер-офицер Болгарского Гусарского полка, с 1776 по 1783 г.
- Обер-офицер и штаб-офицер лейб-гвардии Преображенского полка с 1700 по 1732 год[8]
- Штаб-офицеры и обер-офицер Л.Гв. Гусарского Его Величества полка (1855-1857); в повседневной форме, в венгерке и в дежурной форме.
- Пиратский К. К. Обер-офицеры Лейб-Гвардии Кирасирского Его Величества и Лейб-Кирасирского Её Величества полков. 1855 год.[9]
- Армейский пехотный дежурный Штаб-офицер. 1826-1844 гг.[10]